# Панамско-уругвайские отношения
Панамско-уругвайские отношения — двусторонние дипломатические отношения между Панамой и Уругваем. Государства являются членами Организации Объединённых Наций и Организации американских государств.

## История
Через неделю после отделения от Колумбии, 10 ноября 1903 года, Республика Панама направила письмо, через министра иностранных дел Франсиско Висенте де ла Эсприэлью, правительству Восточной Республики Уругвай с просьбой о дипломатическом признании. Официальные дипломатические отношения установлены 28 октября 1904 года.
15 октября 1912 года правительство Уругвая назначило Гильермо Ирарразаваля Смита своим консулом в Панаме, а Родольфо Кастелла стал панамским консулом в Монтевидео. Однако, ни один из двух консулов не размещался на территории второй страны. Родольфо Кастелла был аккредитован в качестве консула Уругвая в Панаме 10 ноября 1914 году, но поскольку он фактически не занимал пост консула, правительство Панамы аннулировало его аккредитацию в июле 1915 года.
В конце 1918 года министр иностранных дел и избранный президент Уругвая Бальтасар Брум посетил Панаму. Цель визита осталась неизвестной, но в его честь в Панаме был организован официальный банкет.

## Дипломатические представительства
13 марта 1924 года правительство Панамы приняло решение об открытии представительства в Уругвае. Панамский дипломат в Буэнос-Айресе Хуан Эрман Лефевр был назначен представителем и в Уругвае. В январе 1925 года Панама назначила Магина Понса своим почётным консулом в Монтевидео.
В январе 1927 года правительство Уругвая решило открыть генеральное консульство в Мехико, в юрисдикцию которого входила и Панама.
Государства являются членами Группы 77.